# Рудня-Каменева
Рудня-Каменева (бел. Рудня-Каменева) (до 1924 года Поповская Рудня) — деревня в Страдубском сельсовете Лоевского района Гомельской области Беларуси.
На востоке граничит с лесом.

## География

### Расположение
В 14 км на северо-запад от Сально; 47 км от железнодорожной станции Речица (на линии Гомель — Калинковичи), 48 км от Гомеля.

### Гидрография
На востоке мелиоративные каналы, на западе пойма реки Днепр.

## Транспортная сеть
Транспортные связи по просёлочной, затем автомобильной дороге Лоев — Речица. Планировка состоит из прямолинейной меридиональной улицы, к которой с востоке под прямым углом присоединяется короткая прямолинейная улица. На востоке и севере небольшие обособленные участки застройки. Жилые дома деревянные, усадебного типа.

## История
Обнаруженное археологами городище (в 2 км на юго-восток от деревни, в урочище Лохоть) свидетельствует о заселении этих мест с давних времён. По письменным источникам известна с XVIII века как деревня в Белицком уезде Могилёвской губернии. В 1788 году упоминается в числе селений, которые входили в состав Гомельского поместья. Согласно переписи 1897 года действовал хлебозапасный магазин, в Дятловичской волости Гомельского уезда Могилёвской губернии.
В 1924 году Поповская Рудня была переименована в Рудню-Каменеву в честь революционера и военачальника Сергея Каменева.
В 1926 году работали почтовый пункт, школа. В 1930 году организован колхоз «Звезда», работала кузница. Во время Великой Отечественной войны оккупанты в 1943 году сожгли 135 дворов и убили 18 жителей. Согласно переписи 1959 года в составе совхоза Восток (центр — деревня Страдубка). Располагались клуб, библиотека, фельдшерско-акушерский пункт.

## Население

### Численность
- 1999 год — 65 хозяйств, 97 жителей.

### Динамика
- 1798 год — 40 жителей.
- 1816 год — 7 дворов, 53 жителя.
- 1897 год — 36 дворов, 280 жителей (согласно переписи).
- 1926 год — 94 двора, 546 жителей.
- 1940 год — 140 дворов, 700 жителей.
- 1959 год — 478 жителей (согласно переписи).
- 1999 год — 65 хозяйств, 97 жителей.